# Жалдак, Фёдор Трофимович
Фёдор Трофимович Жалдак (1908—1945) — красноармеец Рабоче-крестьянской Красной Армии, участник Великой Отечественной войны, Герой Советского Союза (1945).

## Биография
Фёдор Жалдак родился в 1908 году на хуторе Александро-Григоровка (ныне — Пятихатского района Днепропетровской области Украины). Получил начальное образование. В 1924 году вступил в комбед, активно участвовал в коллективизации. Работал конюхом в колхозе. В 1941 году оказался в оккупации, укрывал советских граждан, в том числе и военнослужащих, от угона в Германию. После освобождения района Жалдак в ноябре 1943 года был призван на службу в Рабоче-крестьянскую Красную Армию. С декабря того же года — на фронтах Великой Отечественной войны. Участвовал в Корсунь-Шевченковской операции, освобождении Венгрии, Польши, Чехословакии. В боях дважды был ранен и трижды контужен. К октябрю 1944 года красноармеец Фёдор Жалдак был пулемётчиком 795-го стрелкового полка 228-й стрелковой дивизии 53-й армии 2-го Украинского фронта. Отличился во время освобождения Венгрии.
9 октября 1944 года Жалдак скрытно переправился через реку Тиса в районе города Чонград и занял удобную позицию для обстрела немецких войск, переправляющихся через реку. Огонь Жалдака застал противника врасплох и посеял в его рядах панику, что позволило захватить паром и восемь лодок. Пока шла переправа советских войск, Жалдак прикрывал её своим огнём. В дальнейшем он принял участие в отражении вражеской контратаки, уничтожив около взвода вражеских солдат и офицеров.
Указом Президиума Верховного Совета СССР от 24 марта 1945 года за «мужество, отвагу и героизм, проявленные в борьбе с немецкими захватчиками», красноармеец Фёдор Жалдак был удостоен высокого звания Героя Советского Союза. Орден Ленина и медаль «Золотая Звезда» он получить не успел, так как 6 апреля 1945 года погиб в бою. Похоронен в 6 километрах к западу от словацкого города Пьештяни.